# كيفن ماكدونالد (ممثل)
كيفن ماكدونالد هو ممثل كندي، ولد في 16 مايو 1961 بمونتريال في كندا.

## أعمال

### أفلام
- (2002) ليلو وستيتش[4][5][6]
- (2003) فيلم ستيتش[7][8]
- (2005) سكاي هاي
- (2005) ليلو وستيتش 2[9]
- (2006) ليروي وستيتش

### مسلسلات
- زم الفضائي

## وصلات خارجية
- كيفن ماكدونالد على موقع IMDb (الإنجليزية)
- كيفن ماكدونالد على موقع ألو سيني (الفرنسية)
- كيفن ماكدونالد على موقع ميوزك برينز (الإنجليزية)
- كيفن ماكدونالد على موقع أول موفي (الإنجليزية)
- كيفن ماكدونالد على موقع قاعدة بيانات الأفلام السويدية (السويدية)
- كيفن ماكدونالد على موقع إن إن دي بي (الإنجليزية)
- كيفن ماكدونالد على موقع قاعدة بيانات الفيلم (الإنجليزية)
- كيفن ماكدونالد على موقع كينوبويسك (الروسية)